# Crocifissione (Savoldo)
La Crocifissione di Giovanni Gerolamo Savoldo, è un dipinto olio su tela realizzato prima del 1521, tra il 1511 e il 1519, e conservato nella pinacoteca privata Maison d'Art di Monte Carlo.

## Storia
L'importante vicinanza che il dipinto presenta con la pittura fiamminga e nordica del XV e XVI secolo mise in difficoltà l'indicazione dell'artista creatore. La prima attribuzione a Savoldo, la si deve alla storica dell'arte Mina Gregori nel 1999 che diede la datazione al 1521. Secondo la storica dell'arte il dipinto è uno dei passaggi più importanti delle pitture del Savoldo quando iniziava a definire la propria identità artistica indicandola come: «il punto più critico dell'esegesi savoldesca». Savoldo era presente a Venezia in età giovanile dal 1509 al 1517. L'artista aveva quindi studiato opere d'arte d'origine nordica venendone favorevolmente influenzato. Tra le opere sicuramente aveva studiato Albrecht Dürer nella xilografia Grande Passione in particolare nel pannello Crocifissione di cui ne ripropone alcune parti, e la Crocifissione di Dieric Bouts conservata a Bruxelles nel museo Beaux-Arts.

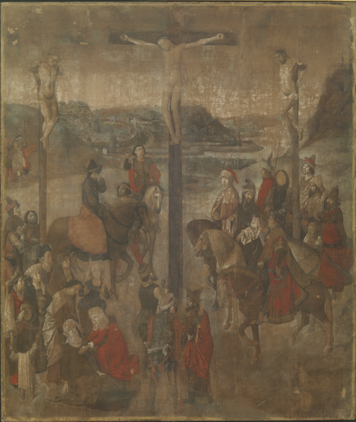
Dieric Bouts - La crocifssione- RMFAB 8181

## Descrizione e stile
Il dipinto evidenzia lo studio sui lavori fiamminghi del Cinquecento, che l'artista aveva visionato nel suo periodo veneziano. Raffigura e ripropone, sul lato sinistro inferiore, il gruppo dei personaggi presenti al momento della crocifissione: la Vergine sorretta da una pia donna che ripropone la xilografia del Dürer eseguita nel 1497.
Nell'opera l'artista compie un profondo studio del colore, in particolare del rosso, che l'artista aveva sperimentato, in particolare nell'immagine della Madonna che si lascia abbandonare dal dolore nelle braccia di una delle tre Marie presenti alla crocifissione, mentre san Giovanni le sorregge le spalle. Il santo indossa un manto rosso, la Madonna un abito in terra bruna con uno scialle bianco che le copre il capo, così come la Maria che la sorregge. Maia Maddalena si trova ai piedi della croce. Volge lo sguardo verso il martire e abbraccia il legno della croce. Indossa una veste di una tinta cromatica più chiara rispetto alla Madonna. A destra un personaggio a cavallo raffigurato di schiena, è coperto da un grande mantello rosso vivo, e sul capo porta un cappello d'impronta cinquecentesca.
La scena si volge in prossimità di un castello, mentre lo sfondo propone un cielo molto vivo, carico di nubi scure che contrasta con il paesaggio lussureggiante che pare non accorgersi del dramma, mentre il cielo si oscura. Raffigurazione tipica della pittura rinascimentale veneta.